# Het Joodsche Weekblad
Het Joodsche Weekblad was een weekblad dat gedurende de Tweede Wereldoorlog in Nederland verscheen als een uitgave van de Joodse Raad.
Het weekblad verscheen als enige toegestane Joodse uitgave elke vrijdag van 11 april 1941 tot en met 28 september 1943. Het had bij de oprichting een oplage van 21.000.
Oprichter en betaalde redacteur was de Joodse journalist Jacques de Leon (1914 - 1942), aangewezen door de bezettingsautoriteiten. De redactie bestond uit rabbijn Izak Vredenburg ((1904 – 1943) (homiletische artikelen), mr. Abel Herzberg (Joodse cultuur),de zwagers Sally Joachimsthal (secretaris) en Salomo Pinkhof (Binnenland), Hugo Heijmans (Binnenland), Jacques de Leon (Stadsnieuws). Max Reisel was een van de cultureel medewerkers.
De redactie was gevestigd in Amsterdam, aan de Jodenbreestraat 93, inpandig bij drukkerij Joachimsthal.

## Inhoud
Het blad stond onder Duitse censuur en bevatte - naast artikelen op het terrein van joodse literatuur, kunst, geschiedenis en educatieve activiteiten - de officiële mededelingen (vooral geboden en verboden) van de bezetter aan de Joden en vormde daardoor een soort Staatsblad of Staatscourant, vaak met aansporingen van Asscher en Cohen om zich er stipt aan te houden, niet alleen voor ieders eigen bestwil, maar ook om de andere Joden niet in gevaar te brengen.
Ondanks de mededelingen omtrent nieuwe, door de Duitsers uitgevaardigde anti-joodse maatregelen, bevatte het Joodsche Weekblad geen direct nieuws over wat er daadwerkelijk met de Joden gebeurde. Zo bleef de razzia van juni 1941 onvermeld, evenals het begin van de deportaties met de schriftelijke oproepen in de eerste weken van juli 1942. Ook de grote razzia's van mei, juni en juli 1943 worden met geen woord vermeld. Door het uiterst selectieve karakter van het materiaal dat de Joodse Raad mocht afdrukken en door de herhaaldelijke aankondigingen van cursussen en culturele activiteiten, terwijl in werkelijkheid de massale deportaties en vernietiging van de joodse gemeenschap in volle gang waren, krijgt een lezer die bekend is met de ware aard van de gebeurtenissen, een nogal macabere indruk van de artikelen en advertenties in het Joodsche Weekblad. 

## Opheffing
Het blad had haar laatste uitgave op 28 september 1943 toen er in Nederland alleen nog maar ondergedoken Joden waren. In 1979 is een volledige uitgave van alle nummers verschenen.